# Synagoge (Wieniawa)

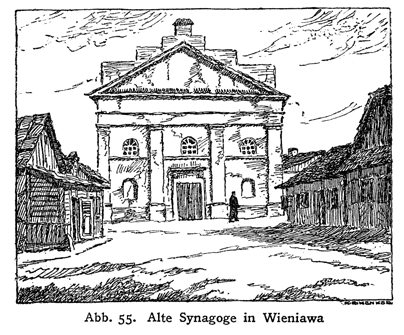
Synagoge in Wieniawa (1918)

Die Synagoge in Wieniawa, heute ein Stadtteil von Lublin in der gleichnamigen Woiwodschaft in Polen, wurde zu Beginn des 19. Jahrhunderts gebaut und 1940 abgerissen.

## Geschichte
In den ersten Jahren des 20. Jahrhunderts wurde das Synagogengebäude wegen des schlechten baulichen Zustands aufgegeben und 1912 geschlossen. Um 1920 wurde es aber wieder renoviert. Nach der Vertreibung der jüdischen Bevölkerung aus Wieniawa wurde es 1940 von den deutschen Besatzern abgerissen.

## Architektur
Das rechteckige Gebäude im Stil des Klassizismus bestand im Westen aus einem Vestibül und darüber der Frauenempore. Zugang zu dieser war eine Treppe im Vestibül. Der Gebetsraum der Männer zum Osten hin war ebenfalls durch dieses. Von außen erreichte man den Vorraum durch eine Tür in der westlichen Ecke der Südwand zur Treppe sowie eine Tür in der Mitte der Frontseite.
Außen trennte ein Gesims das Gebäude optisch in zwei Ebenen; die Rundbogenfenster waren oberhalb davon. Der Hauptraum hatte im Süden, Osten und Norden je drei Fenster; ebenfalls drei Fenster waren zum Westen hin. Der Frauenraum hatte noch je ein Fenster zu den Seiten. Zwischen Hauptraum und Frauenraum war noch je ein Blindfenster. Die Frontseite war (neben dem horizontalen Gesims) noch durch vier breite Pilaster unterteilt.
Bedeckt war die Synagoge mit einem Satteldach; im Westen war über dem dreieckigen Giebel noch ein Stufengiebel angebracht. Der Giebel an der Ostseite war von einfacher Form.
Die Bima stand in der Raummitte; von ihr ist, ebenso wie vom Toraschrein, nichts bekannt.